# Medina (sanger)
 For alternative betydninger, se Medina (flertydig). (Se også artikler, som begynder med Medina)
Medina Danielle Oona Chapsal (født Andrea Fuentealba Valbak; 30. november 1982 i Risskov, Aarhus), professionelt kendt som Medina, er en dansk-chilensk pop- og R&B-sangerinde og sangskriver. Hun debuterede med albummet Tæt på i 2007, men brød igennem med Velkommen til Medina i 2009, hvorfra førstesinglen "Kun for mig" fra september 2008 blev et stort hit helt ind i 2009, og var den bedst sælgende single dette år i Danmark. Hun har vundet adskillige priser ved Danish Music Awards og Danish DeeJay Awards, haft 10 nummer ét-hits på den danske single-hitliste og arbejdet med kunstnere som bl.a. Thomas Helmig, L.O.C., Burhan G og Kidd.
Medina har i dag solgt mere end 500.000 singler og over 130.000 albums. Hun har udsendt flere end 20 musikvideoer, modtaget guldplader i Tyskland og rundet over 100.000 solgte eksemplarer af det internationale debutalbum Welcome to Medina. Det engelsksprogede album er allerede udgivet i store dele af Europa og udkom i september 2013 i USA. "You and I", hendes første internationale udgivelse, nåede toppen af bl.a. den amerikanske Billboards 'Hot Dance Airplay'- hitliste, og singlen lå også i A-rotation på BBC Radio 1.

## Opvækst
Medina blev født Andrea Fuentealba Valbak den 30. november 1982 i Risskov, Aarhus til Bente Valbak, kommunal ansat, og Alejandro Fuentealba, ingeniør. Hun har en ældre bror, Carlos (f. 1977) og en yngre søster, Michala (f. 1991). Medinas mor er danskfødt, men voksede op i Malaysia med sin familie, men de flyttede tilbage til Danmark, da moren stadig var barn. Medinas far er chilensk og blev født i Santiago, Chile, men flygtede til Danmark som politisk flygtning som ung, da han deltog i flere modstandsbevægelser under oprørstiden. Medinas forældre spillede og optrådte begge latinamerikansk musik under Medinas opvækst. Hendes forældre blev skilt, da Medina var 18 år.

## Musikkarriere
Hun udgav i 2007 debutalbummet Tæt på, der bl.a. indeholdt singlen "Et øjeblik", der gæstedes af rapperen Joe True. Senere udkom to sange på soundtracket til den danske film Fidibus, instrueret af Hella Joof.
I september 2008 fik Medina sit gennembrud med den dobbelte platin-sælgende single "Kun for mig". Den lå i 52 uger på den danske hitliste, heraf seks uger som nr. 1. Desuden var sangen den mest solgte i hele 2009, samt den fjerdemest spillede sang i radioen. Sangen er også blevet udgivet i to forskellige versioner hvor hhv. Burhan G og L.O.C. medvirker.
Den 31. august 2009 udkom Medinas andet album Velkommen til Medina, der bar præg af en mere elektronisk lyd, produceret af Providers og Motrack. Foruden singlen "Kun for mig" har titelsangen "Velkommen til Medina", "Ensom" og "Vi to" været store hits, og tilsammen solgt mere end 200.000 eksemplarer.

### 2009-2010: Internationalt gennembrud
I september 2009 medvirkede Medina på Thomas Helmigs første single “100 dage” fra hans nyeste album, Tommy Boy.
Den 21. september 2009 blev en engelsk version af "Kun for mig" med titlen "You and I" udgivet i Storbritannien, og den 3. maj 2010 blev sangen udgivet i Tyskland, Østrig og Schweiz. Sangen var blevet oversat til engelsk ved et samarbejde mellem de to danske sangskrivere Adam Powers og Julie Steincke og blev frigivet som første single fra Medinas internationale studiealbum Welcome to Medina. “You and I” peakede på 39. pladsen på Storbritanniens singlehitliste og peakede som nummer 6 på USAs Billboards Hot Dance Airplay-liste. Sangen opnåede en tredje plads i Bulgarien, og en tiende plads i Tyskland og Rusland. Hun optrådte ligeledes med sangen til finalen i den græske udgave af X Factor den 12. februar 2010.
Medina sang også på tredje single fra Burhan G's selvbetitlede tredje album, "Mest ondt", der udkom den 8. marts 2010.
Under en gratiskoncert i Ishøj den 7. juni 2010 kastede en gruppe unge indvandrerdrenge æg efter Medina, der optrådte på scenen. Medina afbrød koncerten øjeblikkeligt og skældte ud på gruppen, og koncerten blev genoptaget kort efter. Det blev senere rapporteret at de pågældende drenge demonstrerede deres utilfredshed over Medinas navn (samme som den hellige islamiske by, Medina) som sammenkoblet med hendes påklædning og øvrige “promiskuøse” fremtoning blev anset som blasfemisk.
Den 23. juli 2010 udkom Medinas tredje album, Welcome to Medina, i Tyskland, Schweiz og Østrig. Albummet indeholdt engelsksprogede versioner af de fire singler fra Velkommen til Medina samt syv nye sange. Den første single, "You and I", har solgt 150.000 eksemplarer i Tyskland. Andensinglen blev "Lonely", en engelsk version af "Ensom".
Ved Danish Music Awards 2010 vandt Medina seks priser; ‘Årets danske album‘ for Velkommen til Medina, ‘Årets danske kvindelige kunstner’, ‘Årets nye danske navn’, ‘Årets danske sangskriver’ (sammen med Providers), samt ‘Årets danske hit’ for singlen "Vi to".
Medina medvirkede i 2010 i komediefilmen Klovn - The Movie. I 2010 havde Medina sin debut som artist på Grøn Koncert. I august 2010 annoncerede Reebok at de havde indgået samarbejde med Medina som kampagnemodel for fitness-skoen EasyTone. I september 2011 blev Reebok tildelt en bøde på 25 mio. dollars af det amerikanske Federal Trade Commission (FTC) for falsk markedsføring af skoene og deres påståede effekt. I november 2010 udkom Medinas selvbiografi Medina - Tæt på, som var blevet lavet i samarbejde med forfatteren Lotus Turéll. Biografien blev til på baggrund af transkriberede dagbogsnotater, som Medina indtalte på en diktafon fra januar til juli 2010. Bogen modtog blandede anmeldelser.

### 2011: USA ogFor altid
I slutningen af januar 2011 skrev Medina kontrakt med det amerikanske pladeselskab Ultra Records, der beskæftiger sig med dancemusik. Aftalen betyder at Medinas engelsksprogede album og singler vil blive udgivet i USA, Canada og Mexico. Den 9. maj 2011 blev singlen ”Addiction” udgivet i USA, hvor den efterfølgende peakede som nr. 1 på den amerikanske Hot Dance Air Play Chart.
Den 30. maj 2011 udkom singlen "For Altid". Singlen debuterede som nr. 1 på track listen og holdt førstepladsen i 3 uger. Efter 9 uger lå "For Altid" fortsat nr. 2 på track listen og modtog platin.
Den 1. juni 2011 var Medina vært ved den årlige Dansk Fashion Awards, som blev afholdt på Glyptoteket, København. Under showet fremviste hun 12 forskellige kjoler designet af danske designere. Medina udtalte i november 2011, at hun tidligere samme år havde været til casting på James Bond-filmen Skyfall (2012).
Den 19. september 2011 udkom Medinas tredje studiealbum For altid. Albummet blev modtaget med overvejende negative anmeldelser, og udtalelser om manglende opfølgning fra Medinas foregående succesfulde album, Velkommen til Medina (2009). Albummet modtog 2 ud af 6 stjerner fra Soundvenue, GAFFA og Ekstra Bladet, 3 ud af 6 stjerner fra Politiken og 4 ud af 6 stjerner fra Berlingske.

### 2012-2018
I april 2014 optrådte Medina til TV 2s Zulu Awards, hvor hun samtidig annoncerede udgivelsen af EP’en Arrogant. EP’en udkom den 3. april 2014 og havde features fra KIDD, Gilli, Højer Øye og Xander. EP’en modtog blandede anmeldelser med 3 ud af 6 stjerner fra Politiken, 2 ud af 6 stjerner fra GAFFA, 1 stjerne fra Berlingske og 4 (ud af 7 stjerner) fra MetroXpress.

### 2019-nu:Toppen af poppen
I 2019 medvirkede Medina i TV 2s musikprogram Toppen af poppen, hvor hun sammen med Chief 1, Anders Blichfeldt, Cæcilie Norby, Teitur, Kvamie Liv og Carl Emil Petersen, skulle fortolke hinandens sange. Medina deltog året efter, i 2020, i programmets 10 års jubilæumssæson, hvor hun i det tredje afsnit medvirkede sammen med Anders Blichfeldt, Anne Dorte Michelsen, Lau Højen, Burhan G og Annika Aakjær. Medina medvirkede igen i programmet i 2024, hvor hun deltog sammen med Anne Linnet, Mekdes, Dopha, Peter Sommer og duoen Jonah Blacksmith. TV 2 begrundede Medinas tilbagevenden i programmet med hendes store musiske bagkatalog, der stadig kunne udfoldes.
I november 2020 optrådte hun højgravid i TV 2s underholdningsprogram Vild med dans.
I maj 2022 udkom dokumentarserien Medina - hele min historie i otte dele, der havde premiere i udvalgte biografer, på Kanal 5 og streamingtjenesten Discovery+. I 2022 lancerede Medina podcasten Hele mennesker på podcasttjenesten Ally, hvor hun interviewede kendte danskere om håndtering af modgang i deres liv.
I marts 2023 havde hun en gæsteoptræden under Thomas Helmigs koncert i Royal Arena. Hun var i 2023 også artist på årets Grøn Koncert for femte gang, og hun gæstede Smukfest og Tinderbox. I oktober 2023 blev det annonceret at Medina ville afholde sin karrieres største koncerter i foråret 2024. Den 12. april 2024 afholdt hun den ene ud af to koncerter i Royal Arena i København for 16.000 tilskuere. Koncerten som havde gæsteoptrædener fra Burhan G, Dopha, Kind mod Kind og Thomas Helmig, modtog overvejende positive anmeldelser og 3 ud af 6 stjerner fra Soundvenue og 5 ud af 6 stjerner fra GAFFA, 6 ud af 6 stjerner fra B.T., og 2 ud af 6 stjerner fra Ekstra Bladet. Medina afholdt sin anden koncert den 19. april i Djurslands Bank Arena for 5.000 tilskuere.
Medina blev i april 2025 annonceret til at være artist på årets Grøn Koncert for sjette gang.

## Privatliv
Født Andrea Fuentealba Valbak, skiftede Medina i 2005 navn til Medina Danielle Oona Valbak efter at have besøgt en numerolog.
Hun var i perioden 2010-2011 i forhold med Mathias Arvedsen, danser.
Medina var i perioden 2012-2014 i forhold med den danske sanger, Christopher. I januar 2014 bekræftede begge parter deres brud.
Medina dannede par med den danske model Mikkel Gregers Jensen. To måneder efter dette brud dannede Medina par med modellen Sebastian Lund. Parret blev forlovet under en rejse til Toscana. I 2017 brød parret dog forlovelsen.
Medina annoncerede i 2018 at hun var i forhold med Malo Chapsal, premierløjtnant. Parret havde været bekendte i nogle år og mødtes til en fælles vens bryllup i 2018. Parret annoncerede deres forlovelse i 2019, og parret blev gift den 6. juni 2020 under en privat ceremoni på Frederiksberg Rådhus. Parret har sammen to sønner; Tyler Rose (f. 2021) og Elliott Rose (f. 2022). I marts 2025 bekræftede Medinas manager til B.T. at Medina og Chapsal skulle skilles efter syv års samliv og fem års ægteskab.
Medina udtalte i 2022 at hun aborterede, mens hun optrådte til en intimkoncert på Store Vega, København i marts 2020.

### Spirituskørsel-dom
Medina blev den 23. marts 2018 i Retten i Helsingør dømt for spirituskørsel og tilkendt en strafbøde og en ubetinget frakendelse af sit kørekort i tre et halvt år. Hun var den 29. juli 2017 kl. 4:45 blevet stoppet af politiet på Nordre Strandvej i Hornbæk, hvor hendes promille blev målt til 1,13. Hun havde derudover også så meget kokain i blodet at det oversteg bagatelgrænsen. Medina blev sigtet for at have kørt i spiritus- og kokainpåvirket tilstand og blev frakendt sit kørekort den 30. august 2017. Medina var ikke selv til stede i retten den 23. marts 2018 i Helsingør, men erklærede sig gennem sin advokat skyldig i anklagerne. Hun forklarede endvidere at hun tidligere samme dag som pågribelsen, havde spillet på Langelandsfestivalen, hvor hun, ifølge hende selv, fik et glas vin. Senere var hun i byen i København, hvor hun indrømmede, at hun havde indtaget en bane kokain, men ikke kunne ikke huske, hvor meget hun havde indtaget i alt.
Retten i Helsingør tilkendte Medina en strafbøde på 43.500 kroner (23.000 kroner for alkoholkørslen og 20.500 kroner for kokainkørslen), og en ubetinget frakendelse af sit kørekort i tre et halvt år med startdato fra fratagelsen den 30. august 2017. Samme dag annoncerede Folkekirkens Nødhjælp at de, grundet dommen, havde stoppet deres samarbejde med Medina. Få timer efter domsafsigelsen skrev Medina et længere opslag på Facebook, hvor hun udtrykte anger og undskyldte over for sine fans. Medina skiftede i februar 2018 navn til Frederikke Hansen, og skiftede umiddelbart efter retssagen i slut marts 2018 sit navn tilbage til Medina Danielle Oona Valbak.

### Stalker
I juni 2019 brød en stalker ind i Medina og Chapsals hjem, hvor parret fandt hende inde på deres soveværelse efter at de kom hjem fra en bryllupsfest ved midnat. Kvinden var beruset og iført Medinas tøj, og havde formentlig været i parrets hjem i flere timer inden de kom hjem. Kvinden havde desuden flyttet mange af parrets ejendele ud i forhaven  Chapsal formåede at tvinge kvinden ud af hjemmet og politiet blev tilkaldt.

## Diskografi
Danske album
- Tæt på (2007)
- Velkommen til Medina (2009)
- For altid (2011)
- Grim (2018)

Engelske album
- Welcome to Medina (2010)
- Forever (2012)
- We Survive (2016)

## Priser og nomineringer
| År   | Pris                   | Kategori                               | Nomineret værk                       | Resultat  |
| ---- | ---------------------- | -------------------------------------- | ------------------------------------ | --------- |
| 2009 | MTV Europe Music Award | Best Danish Act                        |                                      | Vundet    |
| 2010 | P3 Guld                | P3 Lytterhittet                        | "Kun for mig"                        | Nomineret |
| 2010 | Zulu Award             | Årets danske hit                       | "Kun for mig"                        | Nomineret |
| 2010 | Zulu Award             | Årets danske sangerinde                |                                      | Vundet    |
| 2010 | Zulu Award             | Årets danske album                     | Velkommen til Medina                 | Nomineret |
| 2010 | Club Award             | Årets album                            | Velkommen til Medina                 | Nomineret |
| 2010 | Club Award             | Årets hit                              | "Velkommen til Medina"               | Nomineret |
| 2010 | Club Award             | Årets artist                           |                                      | Vundet    |
| 2010 | Danish DeeJay Award    | Årets danske artist                    |                                      | Vundet    |
| 2010 | Danish DeeJay Award    | Årets dansksprogede hit                | "Kun for mig"                        | Nomineret |
| 2010 | Danish DeeJay Award    | Dancechart.dk-Prisen                   | "Kun for mig"                        | Nomineret |
| 2010 | Danish DeeJay Award    | Dancechart.dk-Prisen                   | "Velkommen til Medina"               | Nomineret |
| 2010 | Danish DeeJay Award    | Årets danske DeeJay-favorit            | "Velkommen til Medina"               | Vundet    |
| 2010 | Danish DeeJay Award    | Årets danske album                     | Velkommen til Medina                 | Vundet    |
| 2010 | Danish Music Award     | Årets danske album                     | Velkommen til Medina                 | Vundet    |
| 2010 | Danish Music Award     | Årets danske sangskriver               | Velkommen til Medina                 | Vundet    |
| 2010 | Danish Music Award     | Årets danske kvindelige kunstner       |                                      | Vundet    |
| 2010 | Danish Music Award     | Årets nye danske navn                  |                                      | Vundet    |
| 2010 | Danish Music Award     | Årets danske hit                       | "Vi to"                              | Vundet    |
| 2010 | GAFFA Prisen           | Årets danske kvindelige kunstner       |                                      | Vundet    |
| 2010 | GAFFA Prisen           | Årets danske pop udgivelse             | Welcome to Medina                    | Vundet    |
| 2010 | P3 Guld                | P3 Lytterhittet                        | "Mest ondt" (Medina & Burhan G)      | Nomineret |
| 2010 | P3 Guld                | P3 Lytterhittet                        | "Vi to"                              | Nomineret |
| 2010 | MTV Europe Music Award | Best Danish Act                        |                                      | Nomineret |
| 2011 | Danish DeeJay Award    | Årets danske artist                    |                                      | Nomineret |
| 2011 | Danish DeeJay Award    | Chili-prisen (Årets dansksprogede hit) | "Ensom"                              | Nomineret |
| 2011 | The Voice              | The Voice-prisen                       |                                      | Vundet    |
| 2011 | MTV Europe Music Award | Best Danish Act                        |                                      | Vundet    |
| 2011 | Zulu Award             | Årets danske sangerinde                |                                      | Vundet    |
| 2011 | Zulu Award             | Årets danske hit                       | "Addiction"                          | Nomineret |
| 2011 | Danish Music Award     | Årets danske hit                       | "Addiction"                          | Nomineret |
| 2011 | Danish Music Award     | Årets danske musikvideo                | "For altid"                          | Nomineret |
| 2011 | GAFFA Prisen           | Årets danske kvindelige kunstner       |                                      | Nomineret |
| 2011 | GAFFA Prisen           | Årets danske album                     | For altid                            | Nomineret |
| 2011 | GAFFA Prisen           | Årets danske popudgivelse              | For altid                            | Nomineret |
| 2011 | GAFFA Prisen           | Årets danske hit                       | "For altid"                          | Nomineret |
| 2011 | GAFFA Prisen           | Årets danske musikvideo                | "For altid"                          | Nomineret |
| 2012 | Zulu Award             | Årets danske kvindelige kunstner       |                                      | Vundet    |
| 2012 | Zulu Award             | Årets danske hit                       | "Kl. 10"                             | Nomineret |
| 2012 | Danish DeeJay Award    | Årets danske artist                    |                                      | Vundet    |
| 2012 | Danish DeeJay Award    | Årets danske album                     | For altid                            | Vundet    |
| 2012 | Danish DeeJay Award    | The Voice-Clubbing-Prisen              | "Addiction"                          | Nomineret |
| 2012 | Danish DeeJay Award    | Dancechart.dk-Prisen                   | "Addiction"                          | Nomineret |
| 2012 | MTV Europe Music Award | Best Danish Act                        |                                      | Vundet    |
| 2012 | Danish Music Award     | Årets danske kvindelige kunstner       |                                      | Nomineret |
| 2012 | Danish Music Award     | Årets danske hit                       | "Kl. 10"                             | Nomineret |
| 2012 | Danish Music Award     | Årets publikumspris                    |                                      | Nomineret |
| 2014 | Danish Music Award     | Årets danske hit                       | ”Jalousi”                            | Vundet    |
| 2014 | Danish Music Award     | Årets publikumspris                    |                                      | Nomineret |
| 2016 | Danish Music Award     | Ærespris                               |                                      | Vundet    |
| 2020 | GAFFA-prisen           | Årets danske hit                       | ”Folk som os” (Hjalmer feat. Medina) | Nomineret |
| 2024 | Danish Music Award     | Årets danske solist                    |                                      | Vundet    |
| 2024 | Danish Music Award     | Årets danske livenavn                  |                                      | Nomineret |